# Договор за приятелство, добросъседство и сътрудничество между Република България и Република Македония
Договорът за приятелство, добросъседство и сътрудничество между Република България и Република Македония (на македонска литературна норма: Договор за пријателство, добрососедство и соработка меѓу Република Македонија и Република Бугарија) е договор между България и Република Македония.

## История
Договорът за добросъседство се основава на Декларацията за добросъседство от 22 февруари 1999 г., подписана от министър-председателите Иван Костов и Любчо Георгиевски в София.
На 27 юли 2017 г. Народното събрание единодушно приема декларация, с която подкрепя правителството за подписване на Договора.

### Подписване
Договорът е подписан на 1 август 2017 г. между министър-председателите Бойко Борисов и Зоран Заев в Скопие.
Договорът има за цел трайно и устойчиво изграждане на приятелски и добросъседски отношения и допринасяне за засилване на сътрудничеството в двустранен и многостранен план, за разширяването на транспортните връзки и комуникации, за улесняване на контактите между гражданите на двете страни.
На 23 ноември 2017 г. по време на съвместно заседание на правителствата на Бойко Борисов и Зоран Заев са подписани 8 допълнителни споразумения за намаляване на цената на роуминга между двете страни и в областта на външната политика, инвестициите, на енергетиката за нова междусистемна газова връзка, отбраната, туризма, инфраструктурата и реакцията при бедствия.

### Ратификация
Договорът е ратифициран от Народното събрание на България и от Събранието на Република Македония, както следва:
| гласуване в България  | подадени гласове | подадени гласове | подписан от Румен Радев   | влязъл в сила       |
| --------------------- | ---------------- | ---------------- | ------------------------- | ------------------- |
| 18 януари 2018 г.     | гласували за     | 186 гласа        | 22 януари 2018 г.         | 14 февруари 2018 г. |
| 18 януари 2018 г.     | гласували против | 0 гласа          | 22 януари 2018 г.         | 14 февруари 2018 г. |
| 18 януари 2018 г.     | въздържали се    | 0 гласа          | 22 януари 2018 г.         | 14 февруари 2018 г. |
| гласуване в Македония | подадени гласове | подадени гласове | подписан от Георге Иванов | 14 февруари 2018 г. |
| 15 януари 2018 г.     | гласували за     | 61 гласа         | ???                       | 14 февруари 2018 г. |
| 15 януари 2018 г.     | гласували против | 0 гласа          | ???                       | 14 февруари 2018 г. |
| 15 януари 2018 г.     | въздържали се    | 1 глас           | ???                       | 14 февруари 2018 г. |

Депутатите от опозиционната ВМРО-ДПМНЕ бойкотират заседанието на Събранието на Република Македония, на което е гласувана ратификацията на договора. На 14 февруари 2018 г. министрите на външните работи на България и Република Македония Екатерина Захариева и Никола Димитров подписават в София протокола за размяна на ратификационните документи, с който влиза в сила договорът.

## Два меморандума
Заедно с подписването на договора са подписани и два меморандума:
- Меморандум за разбирателство за развитието на железопътните връзки между София и Скопие между министрите на транспорта, информационните технологии и съобщенията на България Ивайло Московски и на транспорта и връзките на Република Македония Горан Сугарески. България се ангажира да доизгради железопътната връзка по направлението София – Перник – Радомир – македонска граница до 2027 г., а Република Македония – да изгради железопътното направление Крива паланка – Деве баир – българска граница до края на 2025 г.[9]
- Меморандум за сътрудничество в областта на природния газ между министрите на енергетиката, като двете страни се ангажират в съответствие със своите държавни енергийни политики и общата енергийна политика на Европейския съюз и Енергийната общност да си сътрудничат за проучване на възможностите за развитие на нова директна връзка между газовите системи на двете държави.[9]

## Реакции
На 2 август 2017 г. монашеското братство на Бигорския манастир „Свети Йоан Предтеча“ се обявява в подкрепа на сключването на Договора, заявявайки:
| „ | Културната идентичност и национална самостоятелност, колкото и да звучи парадоксално, включват в себе си и преплетеност с други идентичности и самостоятелности. Пример за това е историческата симбиоза между македонския и българския народ. Тая вродена близост се проявява в много значими сегменти от обществения живот: език, фолклор, култура, обичаи, дейци... Впрочем, да не забравяме, че нашите два народа имат една цивилизационна люлка, общ кръщелен купел – именно мисията на Светите братя Кирил и Методий и особено на техните свети ученици, покръстването във времото на Светия Равноапостолен цар Борис-Михаил и началото на общата ни писменост. Това ни дава право, или по-точно казано, задължение да почитаме това духовно родство и близост, без при това да неглижираме или омаловажаваме нашите културни особености. | “ |

На 2 август 2017 г. по време на служба в памет на Илинденското въстание монасите изпълняват „Изгрей зора на свободата“, химн на ВМРО, забранен от югославските власти след 1949 г.
В проповед, държана през същия ден в църквата на село Лазарополе, бигорският игумен архимандрит Партений защитава сключването на Договора за приятелство, добросъседство и сътрудничество с България, „нашият най-братски съсед“, като определя подписването му като „четвърти Илинден“ след Илинденското въстание от 1903 г., създаването на македонската федеративна република през 1944 г. и обявяването на независимостта на македонската държава през 1991 г.